# General Atomics Aeronautical Systems
General Atomics Aeronautical Systems (GA-ASI) — дочірнє підприємство американської компанії «General Atomics», яке виробляє безпілотні авіаційні апарати, радіолокаційні системи та системи спостереження для військових США, які також пропонуються, на комерційній основі, іншим клієнтам у всьому світі. Штаб-квартира знаходиться в місті Повей, виробничі потужності розташовані в місті Сан-Дієго, штат Каліфорнія. У компанії працює понад 5000 робітників.

## Історія
Була заснована у 1993 році в місті Повей, штат Каліфорнія, США. Від початку свого створення компанія активно працює в аерокосмічній та оборонній галузях. 

## Підрозділи
- «Aircraft Systems Group» — один з провідних виробників безпілотних літальних систем, який також проводить навчання операторів та інші послуги з експлуатації своїх виробів.
- «Mission Systems Group» — розробляє та виготовляє радари, датчики високої роздільної здатності та індикатори рухомих цілей, які можна використовувати як для пілотованих, так і для безпілотних літальних апаратів.

## Продукція
Безпілотні літальні апарати
- General Atomics Altus[en]
- General Atomics Avenger[en]
- General Atomics Gnat
- General Atomics MQ-1 Predator
- General Atomics MQ-1C Gray Eagle
- General Atomics MQ-9 Reaper
- General Atomics Mojave[en]
- General Atomics Prowler

Инша продукція
- Лазери «Trident» та «Hellads» (з 2003 по 2015 рік)
- Система зв'язку та передачі даних «GhostLink»

General Atomics Avenger
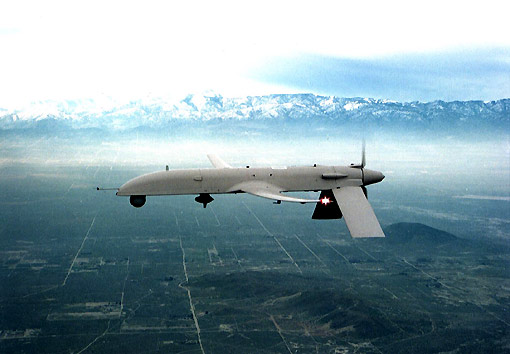
General Atomics Gnat
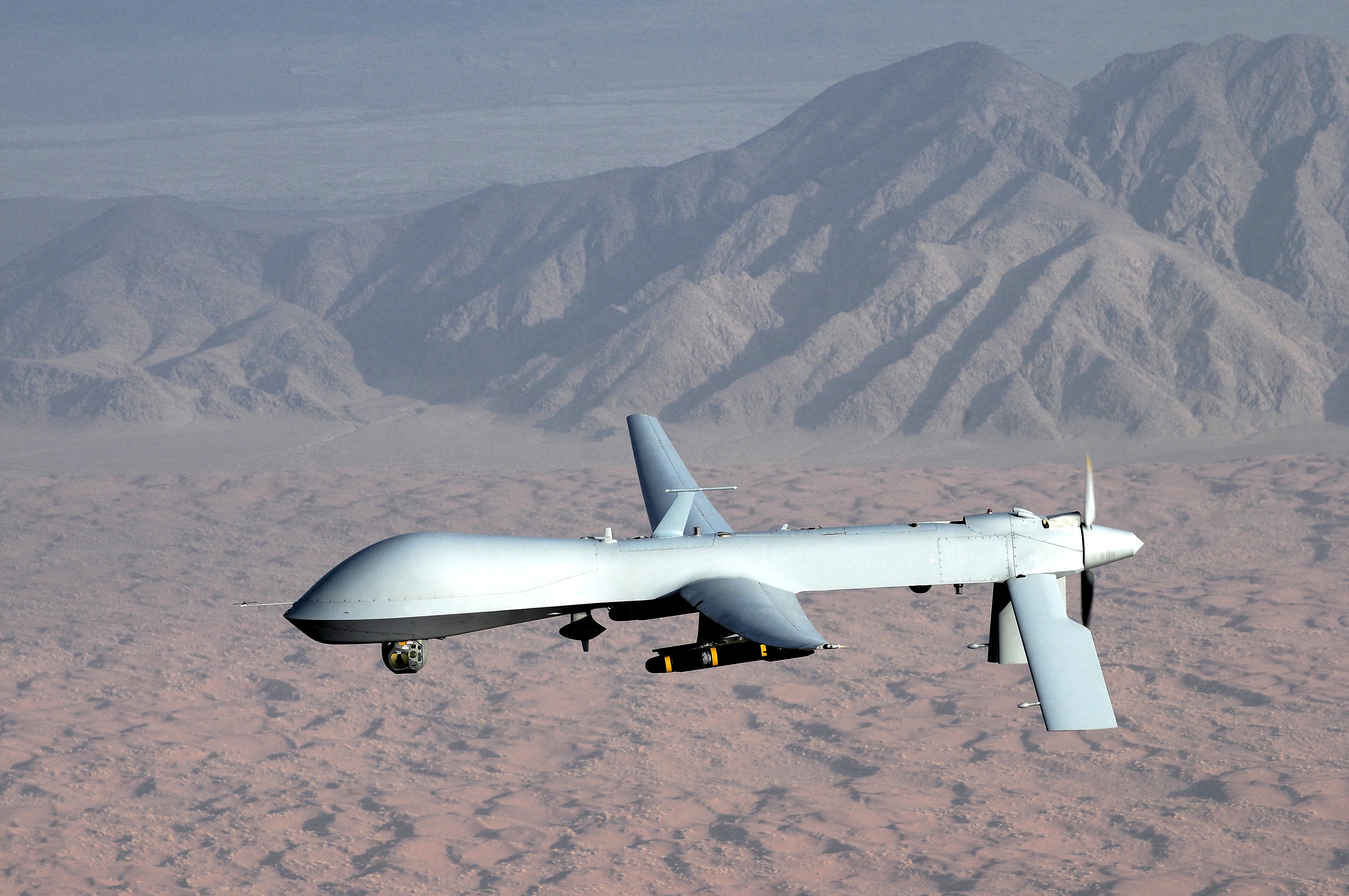
General Atomics MQ-1 Predator
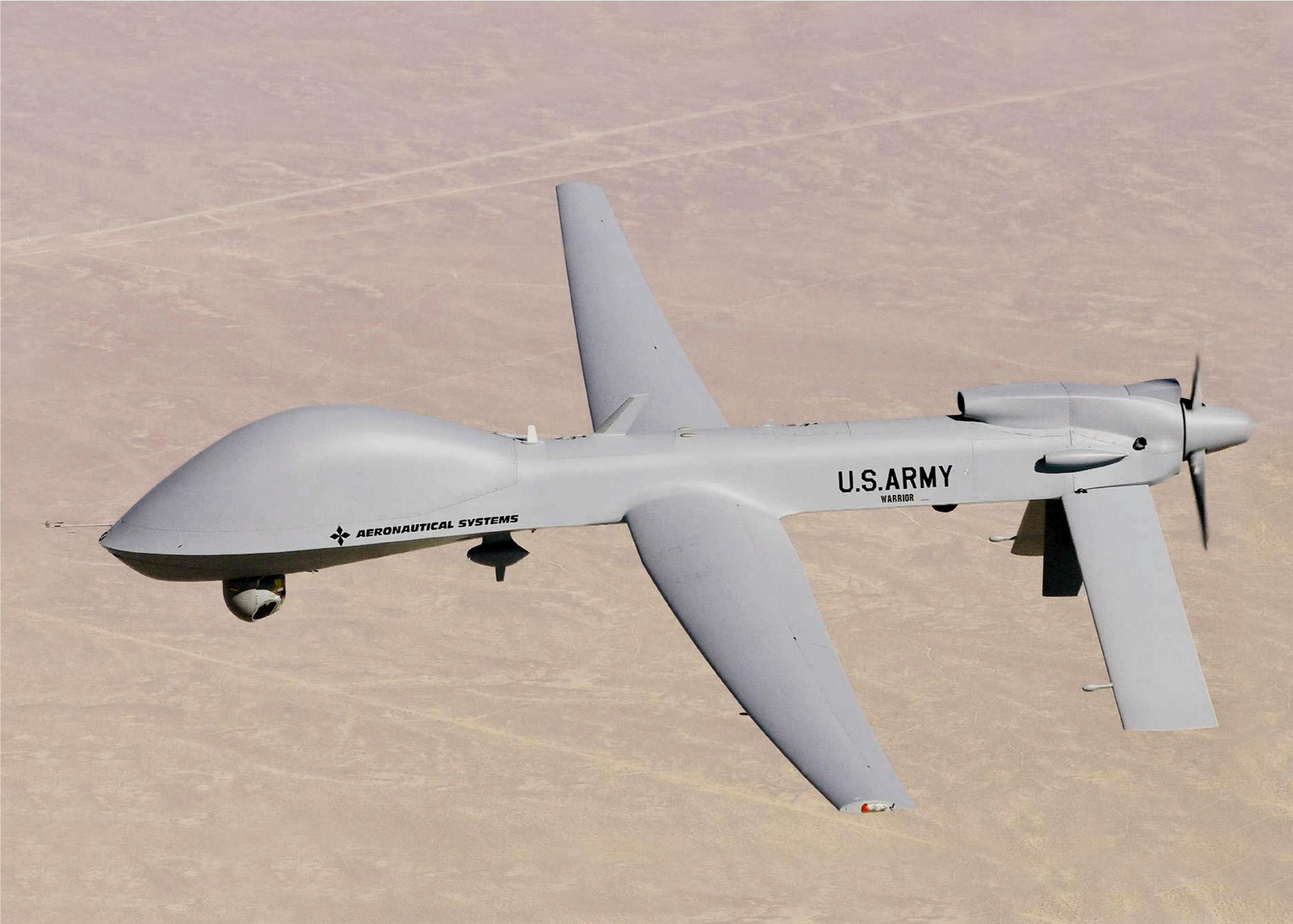
General Atomics MQ-1C Gray Eagle
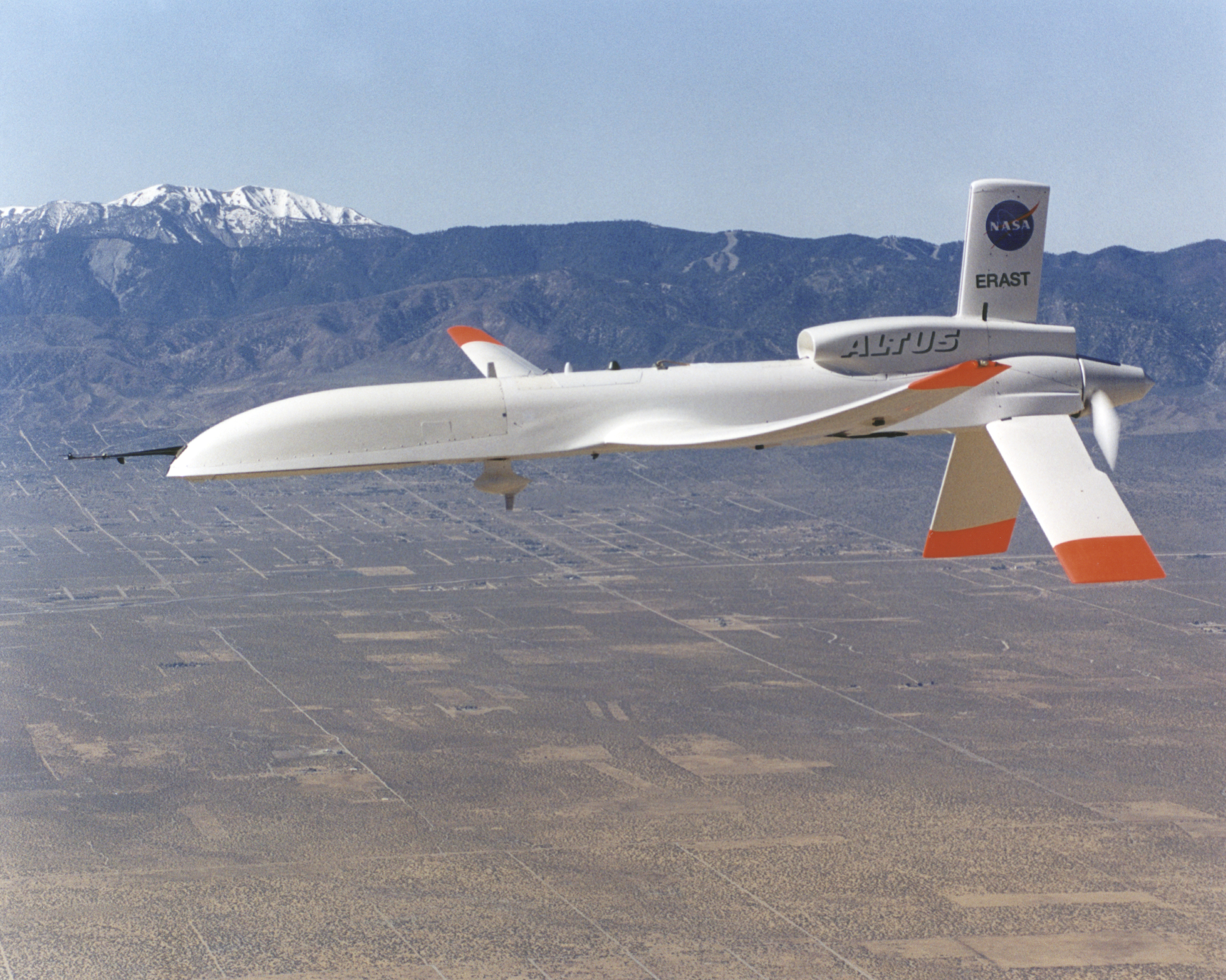
General Atomics Altus
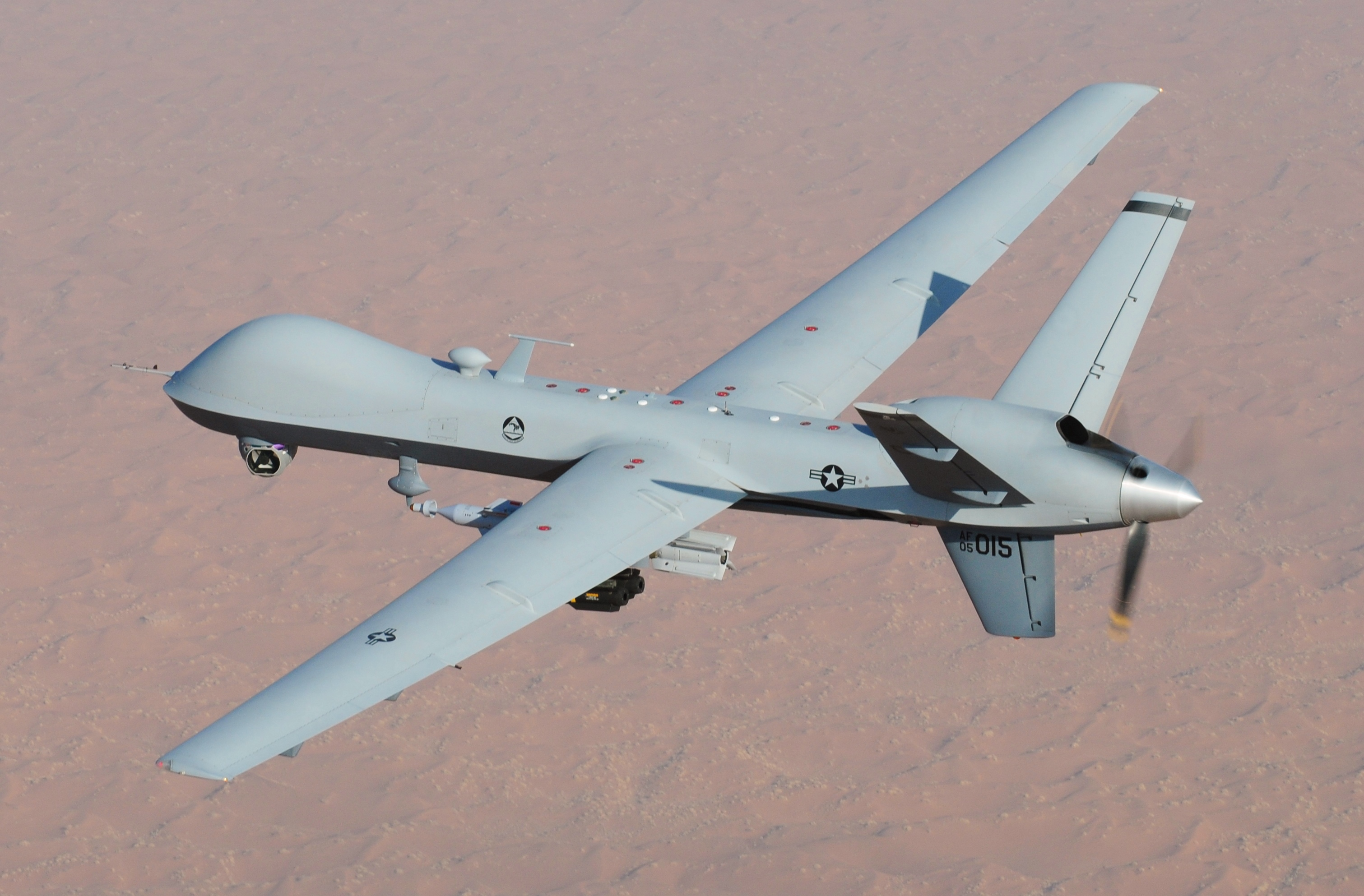
General Atomics MQ-9 Reaper